# 魯納納
魯納納（羅馬化：Lunana）是不丹西北部加薩宗的一個偏遠村莊。它是魯納納格窩的首府，2014年的人口為810人。
該村莊是2019年電影的拍攝地。
當地主要出口氂牛和冬蟲夏草，並種植少量的小麥、蕎麥、馬鈴薯、蘿蔔和蕪菁。有些人在低海拔的山谷中過冬。盧納納每年有兩米的降水量。人們保持著與世隔絕的傳統文化。

## 外部連結
- Satellite map at Maplandia.com （页面存档备份，存于）